# Waddington (Lincolnshire)
Pour les articles homonymes, voir Waddington.
Waddington est un village du comté du Lincolnshire, dans le district de North Kesteven. Il est situé 6 km au sud de Lincoln et comptait 6 086 habitants au recensement de 2001. Il était déjà cité dans le Domesday Book (1086).

## Historique
Une base aérienne est établie sur le territoire de la commune depuis 1916. Durant la guerre froide, les V bombers (bombardiers stratégiques) de la RAF y étaient stationnés. De nos jours, la base héberge entre autres des Boeing E-3 Sentry et des avions de patrouille maritime.
C'est de cette base qu'Augusto Pinochet repartit vers le Chili en mars 2000.